# Turcs en Algérie
L'expression Turcs en Algérie peut désigner :
- les ressortissants turcs résidant en Algérie ;
- les Algériens ayant des origines turques ou liées à l'Empire ottoman, dont traite cet article.

Jusqu'en 1830, la régence d'Alger était une province autonomisée de l'Empire ottoman. Les descendants des Turcs établis dans le pays à cette période se définissent comme algériens-turcs, algériennes-turques, algéro-turcs ou algéro-turques,,,,, ou encore turcs-algériens ou turques-algériennes (en arabe : أتراك الجزائر ; en turc : Cezayir Türkleri). Certains descendent des Janissaires qui, vivant parmi les arabes et des berbères, intégrèrent la population algérienne,,. Pendant la domination ottomane en Algérie, des Turcs, principalement d'Anatolie, se sont installés dans la régence d'Alger. Parmi les populations issues de ces mélanges, on compte les kouloughlis,, du turc kul oğlu signifiant « fils de serviteur ».
À la fin du XIXe siècle, les colons français ont classé les populations « indigènes » comme « arabes », « berbères » ou « juifs » sans forcément prendre en compte leurs origines très diverses,.
Au début du XXIe siècle, des estimations suggèrent que les Algériens d'ascendance turque représenteraient encore environ 5 %, de la population du pays. À l'ère ottomane, les Turcs étaient installés principalement dans les régions côtières d'Algérie ; il semble que leurs descendants continuent à vivre aujourd'hui dans les grandes villes. En outre, les familles d'ascendance turque ont continué la pratique d'origine ottomane de l'hanafisme, contrairement aux arabes et aux berbères qui ont pratiqué le malikisme. Beaucoup conservent leurs noms turcs qui expriment une provenance ou des origines ottomanes,. La minorité d'origine turque a formé « L'Association des Turcs Algériens » pour promouvoir leur culture,.

## Histoire

### Époque ottomane (1512-1830)
La fondation de la régence d'Alger était directement liée à la mise en place de la province ottomane (eyalet), du Maghreb au début du XVIe siècle. À l'époque, craignant que leur ville ne tombent entre les mains des Espagnols, les populations de Béjaia, puis d'Alger ont fait appel aux frères corsaires Barberousse deux grec converti à l'Islam sunnite en tant que janissaire, pour obtenir du soutien.
Arudj et son frère Khayr ad-Din ont pris le contrôle d'Alger, et ont commencé à étendre leur influence dans les régions environnantes. Le Sultan Sélim Ier a accepté de prendre le contrôle des régions du Maghreb gouvernée par Khayr ad-din, et d'en faire une province, et d'octroyer le grade de gouverneur-général (beylerbey) à Khayr ad-din. En outre, le Sultan a envoyé 2 000 janissaires, accompagnés par 4 000 yoldaş  dans la nouvelle province ottomane, dont la capitale était Alger. Ces Turcs, principalement d'Anatolie, s'appelaient entre eux yoldaş (en turc : « camarade ») et appelaient leur fils nés d'unions avec les femmes locales « kouloughlis » (kul oğlu en turc soit « fils de serviteur » ou « de servante »). Cette appellation signifie qu'ils considéraient leurs enfants comme des serviteurs du Sultan d'Alger. Pour indiquer dans les registres qu'une certaine personne est un descendant d'un Turc et d'une femme de la région, la note « ibn al-turki » (en français : fils de turc) été ajoutée a son nom.
Le nombre élevé de janissaires a marqué le caractère de la ville d'Alger et celui de l'ensemble de la régence.
En 1587, les provinces ont été divisées en trois, qui ont été établis là où les États modernes de l'Algérie, la Libye et la Tunisie, ont émergé. Chacune de ces provinces été dirigée par un pacha, envoyé de Constantinople, pour un mandat de trois ans. La division du Maghreb a lancé le processus qui a finalement conduit des janissaires à régner sur la province. À partir de la fin du XVIe siècle, les élites d'Alger ont choisi de mettre l'accent sur leur identité turque et nourrir leur culture turque au point que cela est devenu une idéologie. En agissant de la sorte, la province algérienne a pris un chemin différent de celui de ses provinces voisines, où des élites locales vont aussi émerger. Le but de nourrir l'élite de l'identité turque était double : il permit de limiter le nombre des privilégiés (ocakbaşı : « ceux des foyers ») tout en démontrant leur loyauté envers le Sultan. Au XVIIIe siècle, il y avait 15 000 janissaires concentrés dans seule ville d'Alger. La ville était très bien gardée, car elle permettait aux Ottomans d'exercer le contrôle direct de la Méditerranée occidentale.
Le mode de vie, la langue, la religion, ou la région d'origine de l'élite ottomane ont créé des différences remarquables entre l'élite algérienne ottomane et la population indigène. Par exemple, les membres de l'élite ont adhéré à l'école juridique coranique du hanafisme tandis que le reste de la population souscrivait à l'école du malikisme. La plupart des élites étaient originaires des régions non-arabes de l'Empire et parlaient le turc ottoman tandis que la population locale parlait l'arabe ou le berbère.

#### Le recrutement de l'armée
Depuis sa création, l'administration militaire de l'élite travaillait pour relancer ses activités par l'enrôlement de volontaires originaires de régions non-arabes de l'Empire ottoman, principalement à partir de l'Anatolie. Par conséquent, le recrutement local des Arabes était limité et pendant le XVIIIe siècle, un réseau permanent de recrutement d'officiers a été gardé dans certaines villes côtières d'Anatolie et sur certaines îles de la mer Égée. La politique de recrutement est donc l'un des moyens employés pour perpétuer l'identité turque de l'élite de l'empire Ottoman. Cependant, vers la fin de la régence, le gouvernement s'appuie de plus en plus sur l'aristocratie arabe et berbère du pays, et la minorité s'y dissout progressivement.
En 1830, il y avait 15 000 soldats turcs en Algérie, mais la plupart se sont retirés de la région après l'expédition d'Alger,,.

#### Mariages entre femmes locales et kouloughlis

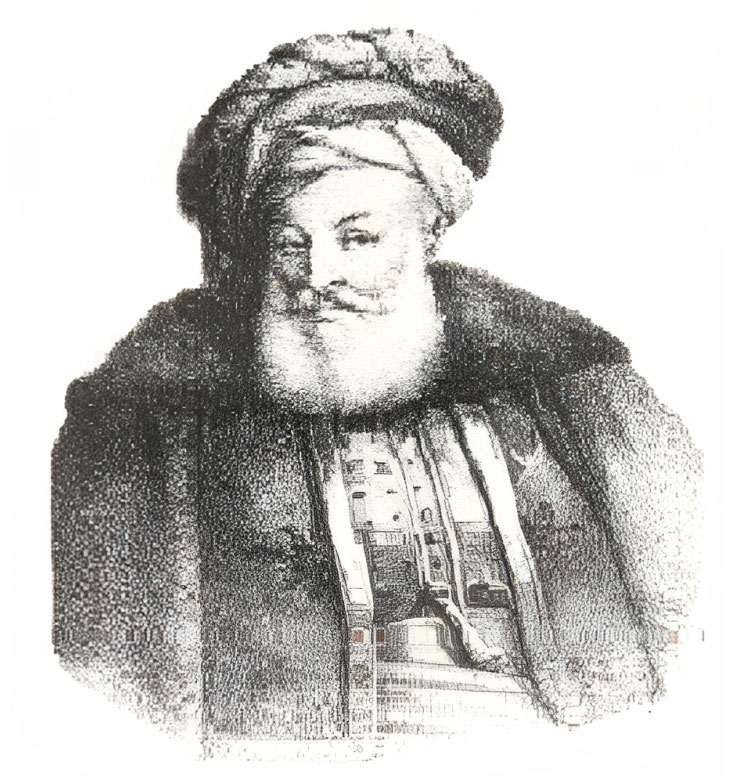
Ahmed Bey ben Mohamed Chérif, un kul oğlu, était le dernier bey de Constantine dans la régence d'Alger, de 1826 a 1848.

Au cours du XVIIIe siècle, l'élite ottomane a pratiqué une politique restrictive sur les mariages entre ses membres et des femmes locales. Les soldats mariés à des indigènes perdaient leur droit de séjour dans certaines casernes, la ration quotidienne de pain gratuit à laquelle ils avaient droit et leur droit à l'achat de divers produits à prix réduit. Néanmoins, la politique de mariage des soldats fait clairement la distinction entre les différents grades : plus le rang est élevé, plus le mariage avec une indigène est acceptable. En outre, la loi des mariages de la milice, a en partie émergé a cause de la crainte d'une potentiel augmentation du nombre de kul oğlu.
Kul oğlu désigne la progéniture mâle des membres de l'élite ottomane et de femmes locales algériennes. En raison de leur lien avec la population locale algérienne par sa famille maternelle, la fidélité du kouloughlis à l'Empire ottoman pouvait parfois être mise en doute par crainte qu'ils développent une autre allégeance : ils étaient alors considérés comme un danger pour l'élite. Ce n'était pas le cas des fils d'une femme non locale, elle-même étrangère à la population locale.
Dans le beylık voisin de Tunisie, les kul oğlu pouvaient atteindre les plus hauts rangs du gouvernement. Cependant, le corps des janissaires perdit sa suprématie pendant la dynastie des Mouradites et des Husseinites. Cette situation tunisienne explique en partie le maintien en Algérie du corps des janissaires dont la politique de recrutement avait pour but de tenir les kul oğlu loin du pouvoir. Néanmoins, les hauts kouloughlis étaient au service de l’ocakbaşı, dans le domaine militaire et dans les offices administratifs, occupant des postes qui leur été réservés ; en outre chaque siècle, à la seule exception du XVIIIe siècle, a eu des deys kouloughlis y compris à Alger.

### Colonisation française (1830-1962)

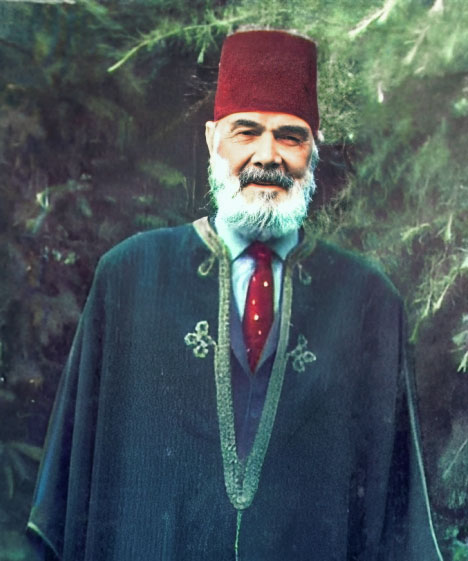
Messali Hadj était le chef du mouvement national algérien. Il était d'origine turque et fonda le premier mouvement moderne pour l'indépendance algérienne,,,.

Une fois l'Algérie entrée dans la domination coloniale française en 1830, environ 15 000 Turcs ont été expulsés vers Smyrne ; de plus, de nombreux Turcs (aux côtés d'autres indigènes) ont fui vers d'autres régions de l'Empire ottoman, notamment en Palestine, en Syrie, en Arabie et en Égypte. En 1832, de nombreuses familles d'ascendance turque, qui n'avaient pas quitté l'Algérie, ont rejoint la coalition de l'émir Abd el-Kader pour forger le début du principal mouvement de résistance contre le régime colonial français.
Ahmed Taoufik El Madani, un des chefs nationalistes algériens était d'origine turque. En tant que leader de l'Association des oulémas algériens, il a continué à influencer le nationalisme algérien. Il a soutenu que l'ère turque en Algérie a volontairement été diffamée par les historiens européens afin de fournir aux Français des arguments convaincants pour justifier leurs actions coloniales. Il a soutenu que les Turcs ottomans avaient unifié le territoire algérien et ont sauvé le pays de l'emprise de l'inquisition espagnole (implantée dans les villes portuaires pendant leur occupation par les Espagnols : 1509-1511 à Oran, 1510-1519 à Alger, 1510-1555 à Béjaïa, 1535-1537 à Annaba). En outre, il a déclaré que les Turcs qui se sont installés en Algérie étaient « la perfection et la noblesse elle-même » et a souligné leur contribution à la société algérienne, comme l'établissement de fondations religieuses, la construction de mosquées et d'aqueducs. En 1956, les oulémas réformistes, sous la direction d'Ahmed Taoufik, ont rejoint le Front de libération nationale luttant pour l'indépendance algérienne.

### Après l'indépendance (1962-)
En 2011, le journaliste algérien Mustafa Dala a rapporté dans l’Echorouk El Yawmi (الشروق) que les Algériens d'origine turque se distinguent par leurs différentes coutumes, surtout en ce qui concerne les vêtements et les aliments, ainsi que leurs noms de famille turcs.

## Culture

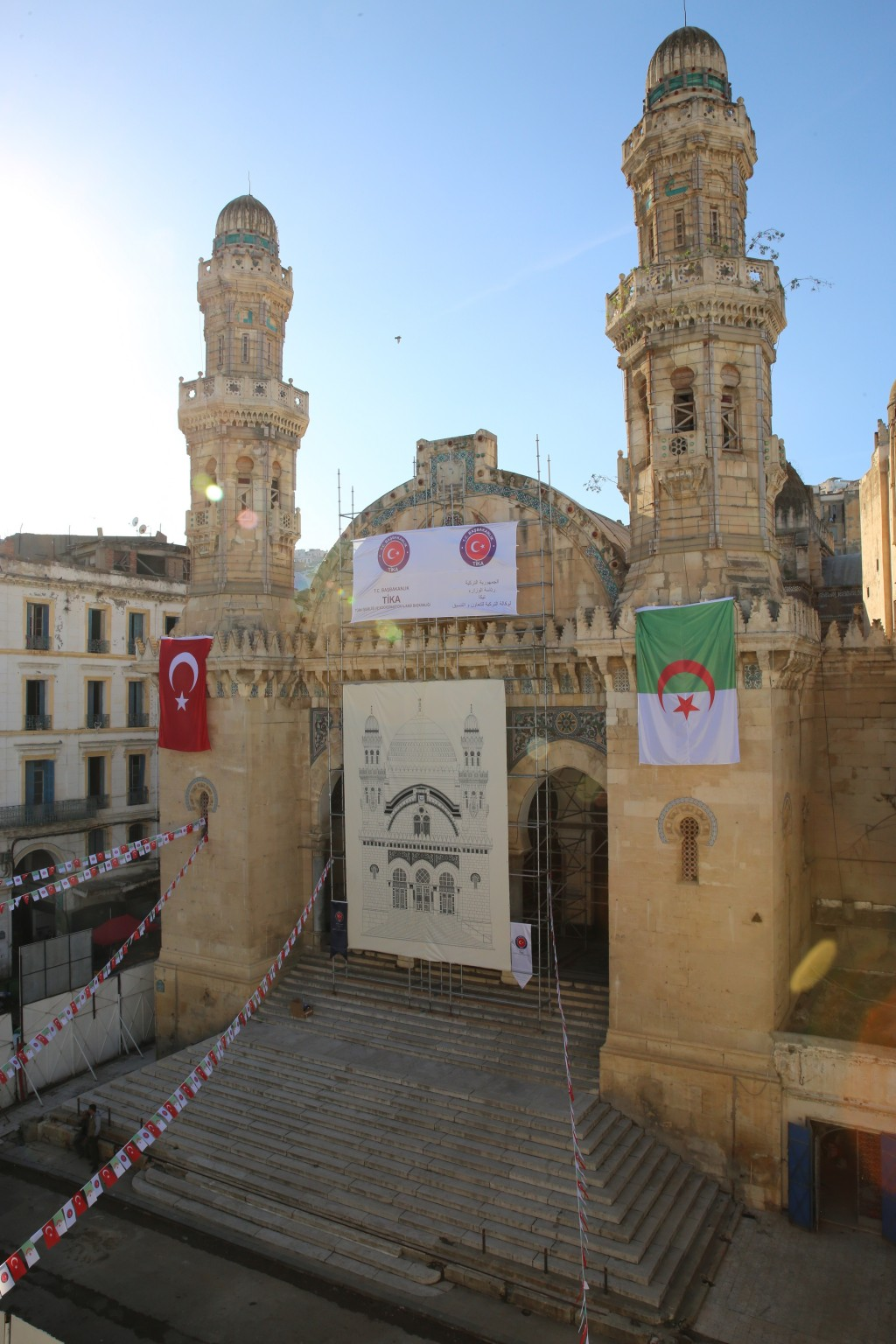
La mosquée Ketchaoua (turc : Keçiova Camii) à Alger, construite en 1612 par les ottomans et transformée en église catholique par les français (la façade est d'Amable Ravoisié), a été rendue au culte musulman en 1962 et restaurée aux frais du gouvernement turc de 2008 à 2018.

Les Algériens concernés sont généralement fiers de leurs racines turco-ottomanes, mais aussi d'avoir réussi à s'intégrer à la population algérienne. Leur identité est fondée sur leurs origines turques mais aussi les coutumes, la langue, et la culture locale de l'Algérie.
En raison des trois siècles de la période ottomane en Algérie, aujourd'hui, de nombreux traits culturels, architecturaux, ainsi que les éléments de la musique algérienne sont d'origine ou d'influence turque.

### Cuisine et musique
L'influence ottomane est aussi présente dans la gastronomie avec les börek, la çorba, les lahmacun (لحم بعجين / laḥm bi-ʿajīn), le café turc… et dans les mélodies habituellement attribuées (trop) exclusivement à l'influence arabo-andalouse, comme le havuz (الحوزي / al ḥawzī) ou le zandır.

### Langue
Au cours de l'ère ottomane, le turc ottoman était la langue officielle de l'Empire, mais les langues locales étaient largement tolérées et pratiquées : aujourd'hui, la plupart des Algériens d'origine turque parlent la langue arabe, mais l'héritage de leur langue est encore apparent à travers 634 mots turcs dans le lexique des langues d'Algérie aujourd'hui. Par conséquent, en arabe algérien, il est possible pour une phrase unique d'inclure un sujet arabe, un verbe français et un prédicat berbère ou turc.
En outre, les familles d'origine turque ont souvent conservé leurs noms de famille, comme par exemple Bachtoubji, Beyoglou, El-Mansali, Hafidi, Hayreddin, Karamostefa, Kardjali, Khodja, Malioglou, Osmanî, Ouloudjali/Ulucali, Stambouli, Torki, Turki, ou encore Zmir, Zemirli, Zmirli, Zermirline provenant de la ville d'Izmir… ; les noms de métiers comme Demirdji, Bachterzi, Haznedji, Tchaouche, Silahtar… sont également devenus des noms de famille au sein de la communauté algéro-turque.

#### Noms de famille courants

##### Selon la provenance
La liste suivante est un exemple de noms de famille d'origine turque qui expriment une origine ethnique et de provenance de la Thrace orientale et de l'Anatolie. - régions qui forment aujourd'hui les frontières modernes de la République de Turquie :
| Nom de famille utilisé en Algérie           | Turc          | Traduction en français                                       |
| ------------------------------------------- | ------------- | ------------------------------------------------------------ |
| Baghlali                                    | Bağlılı       | de Bağlı (à Çanakkale)                                       |
| Bayasli                                     | Payaslı       | de Payas                                                     |
| Benkasdali Benkazdali                       | Ben Kazdağılı | Je suis de Kazdağı,                                          |
| Benmarchali                                 | Ben Maraşlı   | Je suis de Maraş                                             |
| Benterki                                    | Ben Türk      | je suis Turc                                                 |
| Bentiurki Benturki                          | Ben Türk      | Je suis Turc                                                 |
| Ben Turkia Ben Turkiya                      | Ben Türkiye   | Je suis de Turquie                                           |
| Bersali Borsali Borsari Borsla              | Bursalı       | de Bursa,                                                    |
| Boubiasli                                   | Payaslı       | de Payas                                                     |
| Chatli                                      | Çatlı         | de Çat (à Erzurum)                                           |
| Chilali                                     | Şileli        | de Şileli (à Aydın)                                          |
| Cholli                                      | Çullu         | de Çullu (à Aydın)                                           |
| Coulourli                                   | Kuloğlu       | Kouloughli (mixte Turc et d'origine algérienne)              |
| Dengezli Denizli Denzeli                    | Denizli       | de Denizli                                                   |
| Dernali                                     | Edirneli      | d'Edirne                                                     |
| Djabali                                     | Cebali        | de Cebali (une banlieue d'Istanbul)                          |
| Djeghdali                                   | Çağataylı     | Chagatai (langue turque)                                     |
| Djitli                                      | Çitli         | de Çit (à Adana ou Bursa)                                    |
| Douali                                      | Develi        | de Develi (à Kayseri)                                        |
| Guellati                                    | Galatalı      | de Galata (à Istanbul)                                       |
| Kamen                                       | Kaman         | Kaman (à Nevşehir)                                           |
| Karabaghli                                  | Karabağlı     | de Karabağ (in Konya)                                        |
| Karadaniz                                   | Karadeniz     | de la Mer Noire region                                       |
| Karaman                                     | Karaman       | de Karaman                                                   |
| Kasdali Kasdarli                            | Kazdağılı     | de Kazdağı                                                   |
| Kaya Kayali                                 | Kayalı        | de Kaya (s'applique aux villages de Muğla et Artvin)         |
| Kebzili                                     | Gebzeli       | de Gebze (dans Kocaeli)                                      |
| Keicerli                                    | Kayserili     | de Kayseri                                                   |
| Kermeli                                     | Kermeli       | du Gulf of Kerme (Gökova)                                    |
| Kezdali                                     | Kazdağılı     | de Kazdağı                                                   |
| Kissarli Kisserli                           | Kayserili     | de Kayseri                                                   |
| Korghlu Korglu Koroghli Korogli             | Kuloğlu       | Kouloughli (mixte Turc et d'origine algérienne)              |
| Koudjali Kouddjali                          | Kocaeli       | de Kocaeli,                                                  |
| Koulali                                     | Kulalı        | de Kulalı (à Manisa)                                         |
| Kouloughli Koulougli Kouroughli Kouroughlou | Kuloğlu       | Un Kouloughli (mixte Turc et d'origine algérienne)           |
| Kozlou                                      | Kozlu         | de Kozlu (à Zonguldak)                                       |
| Manamani Manemeni Manemenni                 | Menemenli     | de Menemen (à Izmir)                                         |
| Mansali                                     | Manisalı      | de Manisa                                                    |
| Meglali                                     | Muğlalı       | de Muğla                                                     |
| Merchali Mersali                            | Maraşlı       | de Maraş                                                     |
| Osmane Othmani                              | Osman Osmanlı | Ottoman                                                      |
| Ould Zemirli Ould Zmirli                    | İzmirli       | de Izmir                                                     |
| Rizeli                                      | Rizeli        | de Rize                                                      |
| Romeili Roumili                             | Rumeli        | de Rumelia                                                   |
| Sanderli                                    | Çandarli      | de Çandarlı                                                  |
| Sandjak Sangaq                              | Sancak        | de [a] sanjak (une unité administrative de l'Empire Ottoman) |
| Satli                                       | Çatlı         | de Çat (à Erzurum)                                           |
| Sekelli                                     | İskeleli      | de Iskele (à Muğla, Seyhan, ou l'ile de Chypre)              |
| Sekli                                       | Sekeli        | de Seke (à Aydın)                                            |
| Skoudarli                                   | Üsküdarlı     | de Üsküdar (à Istanbul)                                      |
| Stamboul Stambouli                          | İstanbulu     | de Istanbul                                                  |
| Tchambaz                                    | Cambaz        | Cambaz (tr) (dans Çanakkale)                                 |
| Takarli                                     | Taraklı       | de Taraklı (dans Adapazarı)                                  |
| Tchanderli Tchenderli                       | Çandarlı      | de Çandarlı,                                                 |
| Tekali                                      | Tekeeli       | de Teke Peninsula                                            |
| Terki Terqui                                | Türki         | langue Turque                                                |
| Terkman Terkmani                            | Türkmenli     | Turkmène (d'Anatolie/Mesopotamie)                            |
| Torki                                       | Türk          | Turc                                                         |
| Tourki Tourquie Turki                       | Türk          | Turc                                                         |
| Yarmali                                     | Yarmalı       | de Yarma (dans Konya)                                        |
| Zemerli Zemirli Zmerli Zmirli               | İzmirli       | de Izmir,                                                    |
| Zemir Zmir                                  | İzmir         | Izmir                                                        |

La liste suivante est constituée d'exemples de noms de famille d'origine turque qui expriment une provenance d'installation de familles turques dans les régions d'Algérie :
| Nom de famille utilisé en Algérie | Turc        | Traduction en français |
| --------------------------------- | ----------- | ---------------------- |
| Tlemsanili Tilimsani              | Tilimsanılı | de Tlemcen             |

Les listes suivantes sont des exemples de noms de famille d'origine turque traditionnellement utilisés par les familles turques de Constantine :
Acheuk-Youcef, Ali Khodja, Bachtarzi, Benabdallah Khodja, Benelmadjat, Bestandji, Bendali Braham, Bentchakar, Bensakelbordj, Bentchikou, Khaznadar, Salah Bey, Tchanderli Braham.

##### Par profession
La liste suivante présente des exemples de noms de famille d'origine turque qui expriment l'occupation traditionnelle des familles turques installées en Algérie :
| Nom de famille utilisé en Algérie | Turc         | Traduction en français                                             |
| --------------------------------- | ------------ | ------------------------------------------------------------------ |
| Agha                              | ağa          | agha                                                               |
| Ahtchi                            | ahçı, aşçı   | cuisinier, gardien de restaurant                                   |
| Anberdji                          | ambarcı      | magasinier                                                         |
| Aoulak                            | ulak         | messager, coursier                                                 |
| Arbadji                           | arabacı      | conducteur                                                         |
| Atchi                             | atçı         | éleveur de chevaux                                                 |
| Bacha                             | paşa         | un pasha                                                           |
| Bachagha                          | başağa       | chef agha                                                          |
| Bachchaouch                       | başçavuş     | sergent-major                                                      |
| Bachesais                         | başseyis     | chef d'écurie                                                      |
| Bachtaftar                        | başdefterdar | trésorier                                                          |
| Bachtarzi                         | baş terzi    | chef tailleur                                                      |
| Bachtoubdji                       | baştopçu     | chef canonnier, artilleur                                          |
| Baldji                            | balcı        | fabricant ou vendeur de miel                                       |
| Bazarbacha Bazarbarchi            | pazarbaşı    | chef du bazar                                                      |
| Benabadji                         | ben abacı    | [Je suis] un fabricant ou un vendeur de vêtements                  |
| Benchauch                         | ben çavuş    | [Je suis un] sergent                                               |
| Benchoubane                       | ben çoban    | [Je suis un] berger                                                |
| Bendamardji                       | ben demirci  | [Je suis] un métallurgiste,                                        |
| Bendali                           | ben deli     | [Je suis un] deli (Ottoman troops)                                 |
| Benlagha                          | ben ağa      | [Je suis un] agha                                                  |
| Benstaali                         | ben usta     | [Je suis] un maître, un ouvrier, un artisan                        |
| Bentobdji                         | ben topçu    | [Je suis un] canonnier                                             |
| Bestandji Bostandji               | bostancı     | bostandji                                                          |
| Bouchakdji                        | bıçakçı      | coupeur                                                            |
| Boudjakdji                        | ocakçı       | ramoneur                                                           |
| Boyagi                            | boyacı       | peintre                                                            |
| Chalabi Challabi                  | çelebi       | personne instruite                                                 |
| Chaouche                          | çavuş        | sergent                                                            |
| Chembaz Chembazi                  | cambaz       | acrobate                                                           |
| Damardji Damerdji                 | demirci      | métallurgiste,                                                     |
| Debladji                          | tavlacı      | garçon d'écurie ou joueur de backgammon                            |
| Dey                               | dayı         | officier ou oncle maternel                                         |
| Djadouadji                        | kahveci      | fabricant de café ou vendeur                                       |
| Djaidji                           | çaycı        | vendeur de thé                                                     |
| Doumandji                         | dümenci      | timonier                                                           |
| Doumardji                         | tımarcı      | homme d'écurie                                                     |
| Dumangi                           | dümenci      | timonier                                                           |
| Dumargi                           | tımarcı      | homme d'écurie                                                     |
| Fenardji                          | fenerci      | gardien de phare                                                   |
| Fernakdji                         | fırıncı      | boulanger                                                          |
| Hazerchi                          | hazırcı      | vendeur de prêt-à-porter                                           |
| Kahouadji                         | kahveci      | propriétaire de café ou cafetier/producteur de café                |
| Kalaidji                          | kalaycı      | étameur                                                            |
| Kaouadji                          | kahveci      | propriétaire de café ou cafetier/producteur de café                |
| Kasbadji                          | kasapcı      | boucher                                                            |
| Kassab                            | Kasap        | boucher                                                            |
| Kaznadji                          | hazinedar    | chargé du Trésor                                                   |
| Kebabdji                          | kebapçı      | vendeur de kebab                                                   |
| Kehouadji                         | kahveci      | propriétaire de café ou cafetier/producteur de café                |
| Ketrandji                         | katrancı     | vendeur de goudron                                                 |
| Khandji                           | hancı        | aubergiste                                                         |
| Khaznadar                         | hazinedar    | Chargé du Trésor                                                   |
| Khaznadji                         | hazinedar    | Chargé du Trésor                                                   |
| Khedmadji                         | hizmetçi     | servant, aide                                                      |
| Khodja Khoudja                    | hoca         | enseignant                                                         |
| Louldji                           | lüleci       | fabricant ou vendeur de tuyaux                                     |
| Koumdadji                         | komando      | commando                                                           |
| Moumdji Moumedji                  | mumcu        | fabricant de bougies                                               |
| Ouldchakmadji                     | çakmakçı     | fabricant ou vendeur de silex/ maker or repairer of flintlock guns |
| Nefradji                          | nüfreci      | prépare des amulettes                                              |
| Pacha                             | paşa         | un pasha                                                           |
| Rabadji                           | arabacı      | conducteur                                                         |
| Rais                              | reis         | chef, dirigeant                                                    |
| Saboudji Saboundji                | sabuncu      | fabricant ou vendeur de savon                                      |
| Selmadji                          | silmeci      | nettoyeur                                                          |
| Serkadji                          | sirkeci      | fabricant ou vendeur de vinaigre                                   |
| Slahdji                           | silahçı      | armurier                                                           |
| Staali                            | usta         | maître, ouvrier, artisan                                           |
| Tchambaz                          | cambaz       | acrobate                                                           |

##### Autres noms de famille
| Nom de famille utilisé en Algérie | Turc       | Traduction en français        |
| --------------------------------- | ---------- | ----------------------------- |
| Arslan                            | aslan      | un lion                       |
| Arzouli                           | arzulu     | désireux, ambitieux           |
| Baba Babali                       | baba       | un père                       |
| Badji                             | bacı       | sœur aînée                    |
| Bektach                           | bektaş     | membre de l'Ordre Bektashi    |
| Belbey                            | bey        | monsieur, messieurs           |
| Belbiaz                           | beyaz      | blanc                         |
| Benchicha                         | ben şişe   | [Je suis] une bouteille       |
| Benhadji                          | ben hacı   | [Je suis] un Hadji            |
| Benkara                           | ben Qāra   | De l'Anatolie occidentale     |
| Bensari                           | ben sarı   | [Je suis] blond               |
| Bentobal Bentobbal                | ben topal  | [Je suis] infirme             |
| Bermak                            | parmak     | doigt                         |
| Beiram Biram                      | bayram     | vacances, festival            |
| Beyaz                             | beyaz      | blanc                         |
| Bougara Boulkara                  | bu kara    | [c'est] sombre,               |
| Boukendjakdji                     | kancık     | méchant                       |
| Caliqus                           | çalıkuşu   | crête d'or                    |
| Chalabi Challabi                  | çelebi     | personne instruite            |
| Chelbi                            | çelebi     | personne instruite            |
| Cherouk                           | çürük      | pourri                        |
| Dali Dalibey Dalisaus             | deli       | courageux, fou                |
| Damir                             | demir      | métal                         |
| Daouadji                          | davacı     | plaideur                      |
| Deramchi                          | diremci    | monnaie                       |
| Djabali                           | çelebi     | personne instruite            |
| Doumaz                            | duymaz     | sourd                         |
| Eski                              | eski       | vieux                         |
| Gaba                              | kaba       | brut, lourd                   |
| Goutchouk                         | küçük      | petit,                        |
| Gueddjali                         | gacal      | domestique                    |
| Guendez                           | gündüz     | jour                          |
| Guermezli                         | görmezli   | aveugle,                      |
| Guertali                          | kartal     | aigle                         |
| Hadji                             | hacı       | Hadji                         |
| Hidouk                            | haydut     | bandit                        |
| Ioldach                           | yoldaş     | compagnon                     |
| Kara                              | kara       | sombre, noir                  |
| Karabadji                         | kara bacı  | soeur sombre, noire           |
| Kardache                          | kardeş     | frère                         |
| Karkach                           | karakaş    | sourcils foncés               |
| Kermaz                            | görmez     | aveugle,                      |
| Kerroudji                         | kurucu     | fondateur, bâtisseur, vétéran |
| Kertali                           | kartal     | aigle                         |
| Koutchouk                         | küçük      | petit,                        |
| Lalali Lalili                     | laleli     | tulipe                        |
| Maldji                            | malcı      | éleveur de bétail             |
| Mestandji                         | mestan     | ivre                          |
| Oldach                            | yoldaş     | compagnon                     |
| Oualan                            | oğlan      | garçon                        |
| Ouksel                            | yüksel     | réussir, atteindre            |
| Ourak                             | orak       | faucille                      |
| Salakdji                          | salakça    | idiot                         |
| Salaouatchi Salouatchi            | salavatçaı | prière                        |
| Sari                              | sarı       | jaune ou blond                |
| Sarmachek                         | sarmaşık   | vin                           |
| Sersar Sersoub                    | serseri    | paresseux, vagabond           |
| Tache                             | taş        | pierre, caillou               |
| Tarakli                           | taraklı    | ayant un peigne, une crête    |
| Tchalabi                          | çelebi     | personne instruite            |
| Tchalikouche                      | çalıkuşu   | crête d'or                    |
| Tenbel                            | tembel     | paresseux                     |
| Tobal Toubal                      | topal      | handicaper                    |
| Yataghan Yataghen                 | yatağan    | yatagan                       |
| Yazli                             | yazılı     | écrit                         |
| Yekkachedji                       | yakışmak   | convenir                      |
| Yesli                             | yaslı      | deuil                         |
| Yoldas                            | yoldaş     | compagnon                     |

## Démographie

### Population
Selon l'ambassade turque en Algérie, il y a entre 600 000 et 700 000 personnes d'origine turque vivant en Algérie. En 1953, Sabri Hizmetli suggéré que les personnes d'origine turque représentent 25 % de la population totale en Algérie. Cependant, un rapport de l'Oxford Business Group en 2008, a déclaré plus de prudence dans l'estimation, qui suggère que les personnes d'origine turque représentent 5 % de la population totale de l'Algérie.

### Zones d'établissement
Depuis l'ère ottomane, la société urbaine des villes côtières d'Algérie s'est transformée, plus bigarrées que la campagne, en raison d'une forte présence turque, kouloughlie, arabe, berbère et judéo-berbère. En effet, les Turcs se sont installés principalement dans les grandes villes de l'Algérie qui comptaient alors leurs quartiers turcs : parfois ces vieux quartiers turcs sont encore visibles aujourd'hui, comme à Alger, en particulier dans la Casbah,, Béjaia,Constantine dans la vielle ville, Biskra, Bouïra, Médéa,, à Mostaganem qui comptait beaucoup de kouloughlis, et à Tlemcen qui à sa conquête par la France en 1842 comptait 10 % de population turque dont un fort pourcentage de kouloughlis, Oran (comme dans La Moune notamment autour de la mosquée Hassan Pacha). Aujourd'hui, les descendants des turcs ottomans continuent de vivre dans les grandes villes, en particulier dans la wilaya de Tlemcen, où les kouloughlis ont traditionnellement une forte présence.
La minorité turque a également été importante dans diverses autres cités et villes : il existe une communauté d'origine turque à Arzew, à Cherchell, à Constantine, à Djidjelli, à Mascara, à Mazagran, à Oued Zitoun, à Mila, à Tébessa.Il en est de même s'agissant de Bordj Zemoura situé à 34 Km au Nord de Bordj Bou Arreridj,ancien fort Ottoman,fondé par Hassan Pacha, fils et successeur de Kheir Eddine qui vers 1560 luttait contre la tribu des Beni Abbas.De nombreuses familles de Bordj Zemmoura portent à ce jour des noms à consonance turque: Berendji, Kal'Ali, Salakdji, Cherouk,Osmane, bestandji,Boufedji, Grig-ahcine, Dali-Osmane, Chelebi, Kara, Bendali,Beredjem...).
En outre, plusieurs quartiers, cités et villes, habitées par les Turcs durant des siècles, ont des noms évoquant cette ancienne présence : le district d'Aïn El Turk (littéralement « fontaine des Turcs ») à Oran, la ville d'Aïn Torki dans la wilaya de Aïn Defla, la commune d'Aïn Turk à Bouïra, la ville de Bir Kasdali dans la daïra de Bir Kasdali dans la province de Bordj Bou Arréridj, la ville de Bougara et la daïra de Bougara situé dans la wilaya de Blida, la commune Hussein-Dey dans la daïra de Hussein-Dey dans la wilaya d'Alger, ainsi que dans la ville de Salah Bey dans la daïra de Salah Bey, nommée en l'honneur de Salah Bey, moudjahidin mort au combat durant la guerre d'Algérie, dans la wilaya de Sétif.

### Diaspora
De nombreux algériens turcs ayant émigré vers d'autres pays, font partie de la diaspora algérienne : par exemple, il y a une communauté algérienne d'origine turque en Angleterre, qui se réunit à la mosquée de Suleymaniye de Londres.

## Personnes notables
(septembre 2019).
- Ahmed Bey, bey de Constantine[111].
- Mahieddine Bachtarzi, acteur et chanteur[112]
- Mohamed Bencheneb, écrivain[113]
- Ahmed Ben Triki, poète[114]
- Lakhdar Bentobal, militant indépendantiste et homme politique[115]
- Anissa Agnès El-Mansali, avocate, veuve Houari Boumédiène
- Mustapha Haciane, poète[116]
- Nafissa Sid Cara, politicien française[117]
- Chérif Sid Cara, politicien français[117]
- Messali Hadj, politicien[118],[119]
- Ali Khodja, lieutenant de l'ALN[120]
- Salim Halali, chanteur[121]
- Hamdan Khodja, notable et savant[122] Maure[123].
- Mohammed Racim, artiste[124]
- Ahmed Tewfik El Madani, politicien[125]
- Omar Racim, artiste et écrivain[126]
- Benjamin Stambouli, joueur de football français[127]
- Henri Stambouli, joueur de football[127]
- Abdelhalim Bensmaïa[128]
- Kaddour Sator, politicien et avocat[129]
- Mourad Kaouah, député d'Alger (1958-1962), politicien et footballeur[130]
- Hacène Benaboura, artiste[131]
- Ali Amrane,de son vrai nom Ali Koulougli,Chanteur d'expression Kabyle.